# Стара Гадка
Стара Гадка (пол. Stara Gadka) — село в Польщі, у гміні Жгув Лодзький-Східного повіту Лодзинського воєводства.
Населення — 738 осіб (2011).

## Демографія
Демографічна структура станом на 31 березня 2011 року:
|          | Загалом | Допрацездатний вік | Працездатний вік | Постпрацездатний вік |
| -------- | ------- | ------------------ | ---------------- | -------------------- |
| Чоловіки | 334     | 69                 | 232              | 33                   |
| Жінки    | 404     | 67                 | 239              | 98                   |
| Разом    | 738     | 136                | 471              | 131                  |